# Blackfish
Blackfish is een Amerikaanse documentaire uit 2013, geregisseerd door Gabriela Cowperthwaite. De film ging in wereldpremière op 19 januari op het Sundance Film Festival.

## Verhaal
Blackfish focust op Tilikum, een orka die leefde in SeaWorld Orlando en de controverse rond orka's in gevangenschap.
De film toont het vangen van de orka Tilikum, of Tilly, in 1983 voor de kust van IJsland. Cowperthwaite focust ook op SeaWorlds beweringen over orka's, waaronder dat de levensspanne van orka's in gevangenschap te vergelijken is met die in het wild: 30 jaar voor mannetjes en 50 jaar voor vrouwtjes. De documentaire geeft aan dat dit niet klopt; zo goed als alle walvissen in gevangenschap halen niet de levensspanne die ze in het wild halen. Verder bevat de film interviews met voormalige SeaWorld-trainers, zoals John Hargrove, die zijn ervaringen beschrijft met Tilikum en andere gevangengenomen walvissen. Ook worden er verschillende (dodelijke) incidenten met orka's in gevangenschap belicht.

## Impact
Sinds de filmrelease heeft SeaWorld enorm veel kritiek gekregen en financieel verlies geleden zowel qua inkomsten als op de beurs. Als reactie op de documentaire cancelden de groepen en zangers Heart, Barenaked Ladies, Willie Nelson, Martina McBride, .38 Special (band), Cheap Trick, REO Speedwagon, Pat Benatar, The Beach Boys, Trace Adkins en Trisha Yearwood hun optredens op het Bands, Brew & BBQ-event in SeaWorld Orlando en Busch Gardens Tampa in 2014.
In Nederland besteedde het programma Rambam, naar aanleiding van de film, in 2016 aandacht aan misstanden in Dolfinarium Harderwijk. In Dolfinarium Harderwijk leefde in de jaren tachtig ook een orka genaamd Gudrun en tevens ving het park de orka Morgan en verzorgde haar voordat zij naar Loro Parque op Tenerife vertrok.